# Linh Hồ
Linh Hồ là một xã thuộc tỉnh Tuyên Quang, Việt Nam.

## Địa lý
Xã Linh Hồ có vị trí địa lý:
- Phía đông giáp tỉnh Tuyên Quang và huyện Bắc Mê
- Phía tây giáp xã Ngọc Linh và xã Phú Linh
- Phía nam giáp xã Ngọc Minh và xã Ngọc Linh
- Phía bắc giáp xã Phú Linh và xã Kim Linh.

Xã Linh Hồ có diện tích 77,53 km², dân số năm 2019 là 8.089 người, mật độ dân số đạt 104 người/km².

## Hành chính
Xã Linh Hồ được chia thành 16 thôn bản: Bản Lủa, Nà Diềm, Nà Trà, Nà Lầu, Nà Lách, Bản Sáng, Lùng Chang, Xuân Phong, Tát Hạ, Nà Khà, Nà Chuồng, Bản Tát, Bản Vai, Bản Đông, Bản Buổng, Nà Pồng.

## Lịch sử
Ngày 29 tháng 8 năm 1994, Chính phủ ban hành Nghị định số 112/1994/NĐ-CP về việc thành lập xã Ngọc Linh trên cơ sở một phần diện tích và dân số của xã Linh Hồ.